# Grafling
Grafling là một đô thị ở huyện Deggendorf bang Bayern nước Đức. Đô thị Grafling có diện tích 46,28 km², dân số thời điểm ngày 31 tháng 12 năm 2006 là 2776 người.